# Sara Hjorting
Sara Hjorting (* 5. Juli 1986 in Kristinehamn, Schweden) ist eine schwedische Unihockeytorhüterin.

## Vereinskarriere
Hjorting begann bei Kristinehamn IBK mit dem Unihockey spielen und durchlief dort die Juniorenteams. Mit 18 Jahren wechselte sie zum Karlstad IBF und spielte für den Verein bis 2009 in der höchsten schwedischen Liga. Danach wechselte sie zum Täby FC IBK, für den sie während zwei Jahre das Tor hütete und in der Saison 2011/12 zur Torhüterin der Saison in der Eliteserien gewählt wurde. Danach wechselte sie zu Pixbo Wallenstam IBK und wurde mit dem Team 2016 Schwedischer Meister.

## Nationalmannschaft
Hjorting spielt seit 2010 für die schwedische Nationalmannschaft. Bei der Weltmeisterschaft 2011 in St. Gallen hütete sie neben Hanna Petterson in sechs Spielen für insgesamt 81 Minuten das Tor und blieb dabei ohne Gegentreffer. Die Schwedinnen gewannen die Weltmeisterschaft durch ein 4:2 im Finale gegen Finnland. Auch beim darauffolgenden Weltmeisterschaftstitel 2015 hütete sie in sechs Spielen das schwedische Tor. Bei der dazwischenliegenden WM 2013 kam sie jedoch nicht zum Einsatz.